# أكبر أحمد (كاتب)
أكبر أحمد (بالإنجليزية: Akbar S. Ahmed)‏ هو دبلوماسي وكاتب أمريكي، ولد في 15 يناير 1943 في الله أباد في الهند.

## وصلات خارجية
- الموقع الرسمي
- أكبر أحمد على موقع IMDb (الإنجليزية)
- أكبر أحمد على موقع قاعدة بيانات الفيلم (الإنجليزية)